# Косівський повіт
Косівський повіт — історична адміністративна одиниця на українських землях, що входила до складу Австро-Угорщини, Західно-Української Народної республіки, Польщі, СРСР і Третього Райху. Адміністративним центром повіту було місто Косів.

## Австро-Угорщина
Утворений у 1854 р. з 22 громад (гмін). У 1867 р. до Косівського повіту приєднаний Кутський повіт з 22 громад та передані громади Космач і Акрешори з ліквідованого Печеніжинського повіту, повернені до нього при його відновленні в 1898 р.
У 1880 р. до складу повіту входило 1 місто, 2 містечка, 45 сільських громад і 15 управлінь фільварків.
На 1910 р. повіт поділявся адміністративно на 44 громади, земельно — на 36 кадастральних гмін та займав площу 1801 км². Населення повіту становило: на 1900 р.— 77 923 особи, на 1910 р. — 85 805 осіб (українці-грекокатолики — 86 %, євреї — 11 %).

## ЗУНР
Повіт входив до Станиславівської військової області ЗУНР. Повітовим комісаром і головою повітової УНРади був обраний судовий радник Анатоль Лепкий, а делегатом до УНРади — Петро Шекерик-Доників (УРП; СРП). Наприкінці травня 1919 року, скориставшись наступом прибулого з Франції корпусу Галлера в ході польсько-української війни, румуни окупували територію повіту, однак через три місяці передали його полякам.
Виходила газета «Урядові вісти Косівського повіту».

## Польська окупація
Включений до складу Станіславського воєводства після утворення воєводства 3 грудня 1920 року на окупованих землях ЗУНР. До складу повіту входило 43 поселень (з них 2 міста, 40 сільських гмін та 1 обезлюдніле поселення) зі 17 153 житловими будинками. Загальна чисельність населення повіту складала 77 221 особа (за даними перепису населення 1921 року), з них 65 493 — греко-католики, 4 414 — римо-католики, 7 275 — юдеї, 39 — інших визнань.

### Адміністративний поділ

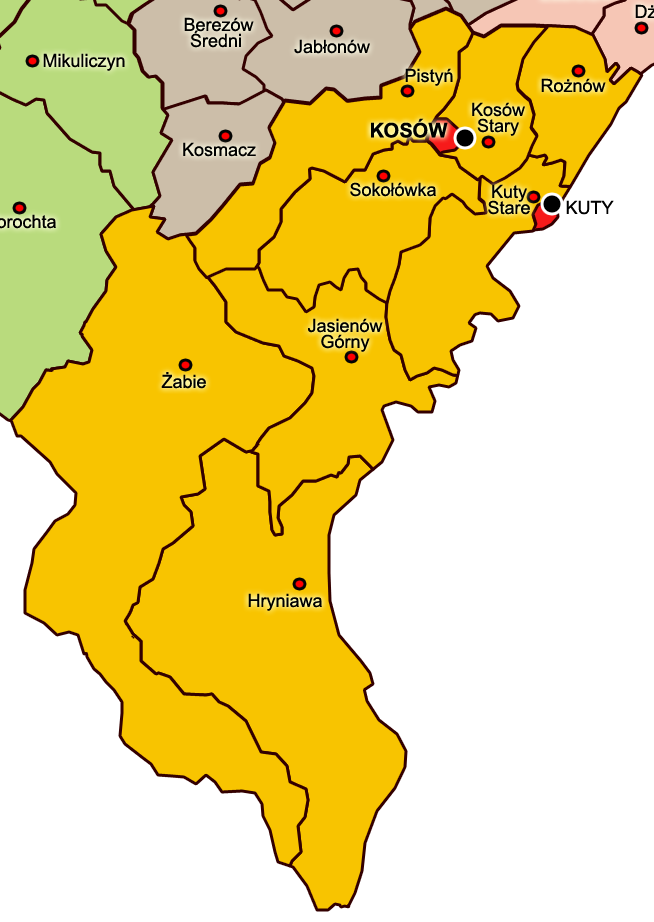
Косівський повіт

1 квітня 1929 р. розпорядженням Ради Міністрів місто Косів було значно розширене за рахунок приєднання частин сіл Старий Косів і Вербовець.
Розпорядженням міністра внутрішніх справ 26 березня 1934 р. територія міста Косів розширена шляхом приєднання села Москалівка.
1 серпня 1934 р. було здійснено утворення об'єднаних сільських ґмін шляхом об'єднання дотогочасних (збережених від Австро-Угорщини) ґмін, які позначали громаду села. Новоутворені ґміни відповідали волості — об'єднували громади кількох сіл або (в дуже рідкісних випадках) обмежувались єдиним дуже великим селом.

#### Міста (Міські ґміни)
1. містечко Косів — місто з 1934 р.
2. м. Кути

#### Сільські ґміни
Кількість:
1920—1934 рр. — 42
1934—1939 рр. — 8
| Об'єднані сільські ґміни 1934 року | Об'єднані сільські ґміни 1934 року | Старі сільські ґміни | Кількість |
| ---------------------------------- | ---------------------------------- | --- | --------- |
| 1                                  | Ґміна Гринява                      | Гринява, Полянкі, Ферескуля, Яблоніца | 4         |
| 2                                  | Ґміна Жаб'є                        | Дземброня, Жаб'є | 2         |
| 3                                  | Ґміна Косув Стари                  | Вєжбовєц (Вербовець), Косув Стари (Старий Косів), Смодна, Хомчин, Черганувка (Черганівка)                                                                                            | 5         |
| 4                                  | Ґміна Кути Старе                   | Бялоберезка (Білоберізка), Кути Старе (Старі Кути), Ростокі (Розтоки), Рожен Мали (Малий Рожин), Рожен Вєлькі (Великий Рожин), Тудюв (Тюдів)                                         | 6         |
| 5                                  | Ґміна Пістинь                      | Брустури (Брустурів), Микєтиньце (Микитинці), Пістинь, Прокурава, Шешори | 5         |
| 6                                  | Ґміна Рожнюв                       | Кобакі, Рожнюв (Рожнів), Рибно (Рибне), Слобудка (Слобідка) | 4         |
| 7                                  | Ґміна Соколувка                    | Бабін, Город, Річка, Соколувка (Соколівка), Яворув (Яворів) | 5         |
| 8                                  | Ґміна Ясєнюв Ґурни                 | Бервінкова (Барвінків), Долгополє, Голови, Красноіля, Кшиворувня (Криворівня), Перехрестне, Стебне (Стебні), Усцєрикі (Устерики), Хороцова (Хороцеве), Ясєнюв Ґурни (Верхній Ясенів) | 10        |
| ліквідовано                        | ліквідовано                        | Москалівка (до 26.03.1934) |           |

* Виділено містечка, що були у складі сільських ґмін та не мали міських прав.

### Населення
Українці-грекокатолики становили 83 % населення повіту (1907).
У 1939 році в повіті проживало 98 490 мешканців (85 200 українців-грекокатоликів — 86,51 %, 2 010 українців-римокатоликів — 2,04 %, 2 680 поляків — 2,72 %, 8 125 євреїв — 8,25 % і 475 німців та інших національностей — 0,48 %).

## Радянський період
27 листопада 1939 р. повіт включено до новоутвореної Станіславської області.
В 1940 р. повіт ліквідовано і територію поділено на три райони:
- Жаб'ївський — із сільських ґмін Жабє, Гринява і Ясєнюв Ґурни
- Косівський — з міста Косів та сільських ґмін Косув Стари, Пістинь і Соколувка
- Кутський — з міста Кути та сільських ґмін Кути Старе і Рожнюв.

## Третій Райх
Під час німецької окупації у 1941-1944 рр. Косівський повіт був відновлений як адміністративна одиниця Крайсгауптманшафту Коломия — складової частини Дистрикту Галичина. Відновлений також був і поділ на гміни (волості).